# Ћерка је ћерка
Ћерка је ћерка је роман књижевнице Агате Кристи. Књигу је први пут у Уједињеном Краљевству објавио Heinemann 24. новембра 1952. године. Првобитно је била необјављена у САД, касније је књигу објавила издавачка кућа Dell Publishing септембра 1963. г. Дело је пети од шест романа које је Кристи написала под именом Мери Вестмакот. Првобитна је конципирана као драмски комад, који је Кристи написала касних 1930-их. Заплет романа је о противљењу ћерке мајчином плану да се поново уда.
Кристи је покушала да заинтересује Питера Саундерса, каснијег продуцента Мишоловке, за представу 1950. године. Он је предложио одређене промене, како би се ажурирале поједине референце, које су тада биле старе двадесет година. Представа је постављена у Краљевском позоришту у Бату  9. јула 1956, где је играна недељу дана, у осам извођења. Као ауторка представе наведена је Мери Вестмакот, чији је прави идентитет био познат јавности тек од 1949. године, а публицитет везан за нову представу Агате Кристи резултирао је добром посећеношћу. Међутим, Саундерс је сматрао да се представа неће задржати на Вест Енду и није се даље бавио представом.
Након смрти Агате Кристи, ауторска права за представу била су у власништву њене ћерке, Розалинд Хикс, која није била одушевљена делом јер се веровало да је главни лик заснован на њој. Након њене смрти 2004. године, нова представе у продукцији Била Кенрајта, требало је да буде отворена у лондонском Вест Енду 14. децембра 2009. Кенрајт је описао представу као „бруталну и невероватно искрену” и „довољно је добра представа да опстане без бренда Кристијеве. То је прилично тежак комад. То је велика ноћ у позоришту.“

## Историја публикације
- 1952, Heinemann (Лондон), 24. новембар 1952, тврди повез, 200 стр.
- 1963, Dell Books (Њујорк), септембар 1963, меки повез, 191 стр.
- 1972, Arbor House (Њујорк), тврди повез, 191 стр.
- 1978, Велико штампано издање, Ulverscroft, тврди повез, 334 стр.  0-7089-0217-0
- 1986, Fontana Books  (Импринт - HarperCollins), меки повез